# NGC 5006
NGC 5006 è una galassia ad anello e lenticolare a circa 147 milioni di anni luce in direzione della costellazione della Vergine.
La galassia appartiene al Gruppo di NGC 5044. Nel 2016, è stato ipotizzato possa appartenere al sottogruppo formato dalle galassie NGC 5018, NGC 5022 ed ESO 576-8.
Ha una magnitudine apparente nel visibile pari a 11,89 e dimensioni di 2 × 1,7 arcominuti.
NGC 5006 fu scoperta da Ernst Wilhelm Tempel il 31 marzo 1881.